# Maureen Dunlop de Popp
Maureen Dunlop de Popp   (Quilmes, 26 d'octubre de 1920 - Norfolk, 29 de maig de 2012), va ser una aviadora argentina, nacionalitzada britànica, que va formar part de la Royal Air Force (la Força Aèria del Regne Unit) durant la Segona Guerra Mundial. També es va convertir en notable en aparèixer a la portada de la revista britànica Picture Post el 1944. Després va tornar a l'Argentina formant part de la força aèria del seu país natal.

## Biografia

### Joventut
Dunlop va néixer a Quilmes, a prop de Buenos Aires, el 26 d'octubre del 1920. Els seus pares van ser l'empresari rural australià Eric Chase Dunlop, que s'havia ofert per a la Reial Artilleria de Campanya durant la Primera Guerra Mundial i que després va ser emprat d'una empresa britànica per gestionar 250.000 hectàrees de les explotacions d'ovelles de la Patagònia, i la seva esposa anglesa Jessimin May Williams. La parella també tenia una filla gran, Joan, i un fill més jove, Eric.
Educada principalment per la seva institutriu a les estàncies ovines de la Patagònia, Dunlop també va assistir al Col·legi Santa Hilda a Hurlingham, província de Buenos Aires. Envoltada d'animals, esdevingué una genet experta.
Els tres nens visitaven regularment Anglaterra. Durant unes vacances allà el 1936, Dunlop va prendre lliçons de vol. Tenia 16 anys. En tornar a l'Argentina, va falsificar el certificat de naixement per poder continuar l'entrenament de vol, unint-se a l'Aeroclub Argentí.

### La Segona Guerra Mundial
En esclatar la Segona Guerra Mundial, Dunlop va decidir recolzar activament el Regne Unit. Per unir-se a l'Air Transport Auxiliary (ATA), les dones pilots necessitaven un mínim de vol en solitari de 500 hores, doble que un home. Després d'augmentar les hores a les necessàries, a principis de 1942, Dunlop i la seva germana van viatjar a través de l'oceà Atlàntic en un vaixell argentí, país que va romandre neutral la major part de la guerra.
Mentre que la seva germana es va unir a la BBC, a l'abril de 1942 Maureen es va unir a l'ATA, sent una de les 164 dones pilots a fer-ho, on va aconseguir el grau de primer oficial. Entrenada per volar 38 tipus d'aeronaus, les seves 800 hores posteriorment es van registrar a Spitfires, Mustangs, Typhoons i bombarders com el Wellington. Més tard va declarar que el seu tipus favorit d'avió era el De Havilland DH.98 Mosquito.
Inicialment es va unir al No.6 Ferry Pool a la base de la Royal Air Force a Ratcliffe on the Wreake (prop de Leicester), i després es va traslladar a una base a Hamble (Southampton), on una fàbrica de Supermarine Aviation Works construïa exclusivament Spitfires per a la base aèria de Southampton. Allí Dunlop havia de portar avions des de la fàbrica fins a les bases militars, provant-los en el camí. En algunes ocasions es va veure obligada a fer aterratges d'emergència per errors a les aeronaus. En una ocasió va aterrar en un camp després que el motor del seu Fairchild Argus tingués una falla en ple vol, i en una altra, se li va desprendre la cúpula d'un Spitfire. A més, va participar en missions de salvament i ambulància aèria.
Dunlop es va convertir en una noia de portada quan se'n va publicar una fotografia apartant-se els cabells de la cara després de sortir de la cabina d'un Fairey Barracuda. Va aparèixer a la portada de la revista Picture Post el 16 de setembre de 1944, demostrant que les dones podrien ser valentes i glamuroses, i integrals per a l'esforç d'una guerra. La seva imatge es va convertir en representativa de les dones a la guerra. Una novel·la d'Isla Dewar sobre les dones de la Segona Guerra Mundial, Izzy's War, va utilitzar la fotografia de Dunlop a la portada.

### Els darrers anys
Al final de les hostilitats, Dunlop va ser qualificada com a instructora de vol a la base aèria Luton, abans de tornar a l'Argentina. Allí va instruir a pilots d'Aerolíneas Argentinas, va volar per a la Força Aèria Argentina i va entrenar pilots encara que mai la van considerar aviadora militar per ser dona, i també va treballar com a pilot comercial. Dunlop, anys més tard, va formar part de la fundació d'una empresa de taxi aeri, volant activament fins al 1969.
El 1955 es va casar amb el diplomàtic romanès retirat Serban Victor Poppin després de conèixer-lo en una funció de l'Ambaixada Britànica a Buenos Aires. La parella va tenir un fill i dues filles. Després van fundar una granja de cavalls anomenada Milla Lauquen Stud. El 1973, la família es va traslladar a Norfolk per criar cavalls àrabs de pura sang. A més va introduir els cavalls criolls al Regne Unit. El seu marit va morir el 2000.
El 2003, Dunlop va ser una de les tres pilots femenines de l'ATA que van ser guardonades amb la condecoració «Honourable Company of Air Pilots» del gremi de pilots d'aire i navegadors de l'aire.
Sempre va tenir la ciutadania argentina, fins i tot malgrat la Guerra de les Malvines del 1982.
Va morir el maig del 2012 a la seva llar de Norfolk.